# Casa di Rigoletto
La Casa di Rigoletto è un edificio storico di Mantova,  raffigurato nella scenografia originale della prima dell'opera Rigoletto di Giuseppe Verdi. Si trova in Piazza Sordello 23, alle spalle del duomo, nelle vicinanze del castello di San Giorgio. 

## Storia e descrizione
Di origine medievale e rimaneggiata nel Quattrocento, presenta due cortili recintati, in uno dei quali, verso la piazza, si apre un doppio loggiato con archi a tutto sesto sostenuti da colonne in marmo al piano terra. Al piano superiore si trova la loggia. Il corpo abitativo è di epoca medievale (XII secolo), mentre la loggia e il portico sono di costruzione quattrocentesca.
Nel 1851 fu scelta per essere raffigurata nella scenografia della prima di Rigoletto come casa dell'immaginario buffone di corte Gonzaga. Nel piccolo giardino è stata posta nel 1978 una statua in bronzo raffigurante il personaggio verdiano, opera dello scultore Aldo Falchi.
Abitata nei secoli dai Canonici del duomo, è attualmente sede di un ufficio turistico della provincia di Mantova. 

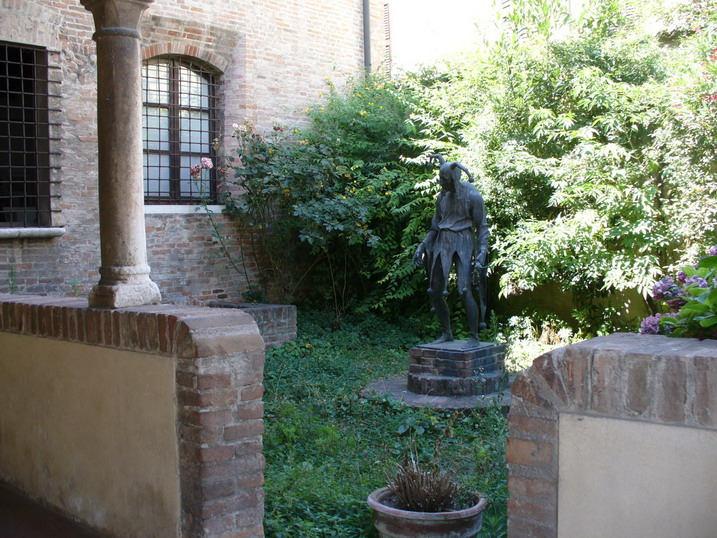
statua di Rigoletto

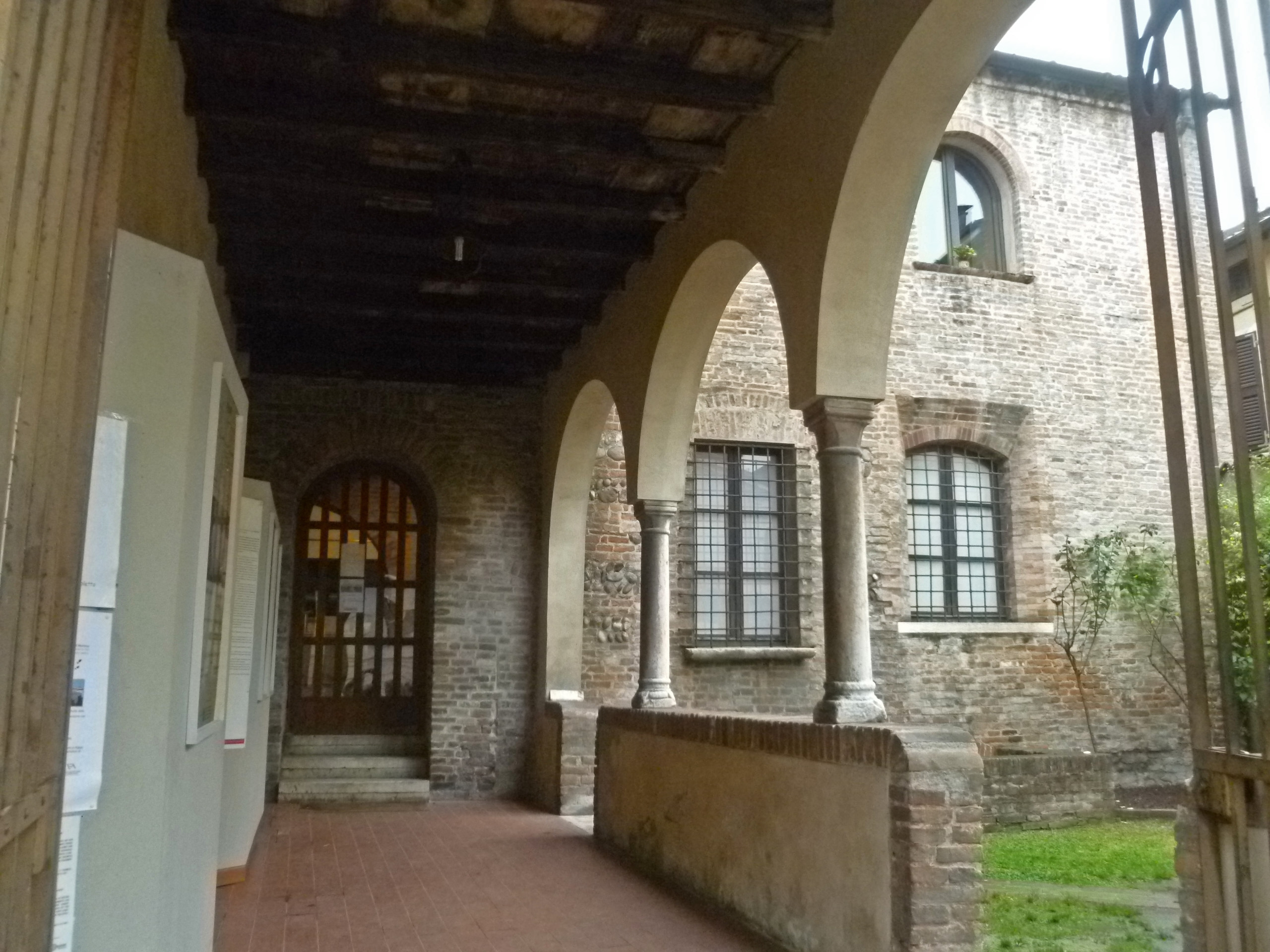
casa di Rigoletto:cortile interno